# Антифашистская лига народной свободы
Антифаши́стская ли́га наро́дной свобо́ды (бирм. ဖက်ဆစ်ဆန့်ကျင်ရေး ပြည်သူ့လွတ်လပ်ရေး အဖွဲ့ချုပ်, англ.  Anti-Fascist People's Freedom League (AFPFL)) — правящая политическая организация Бирмы в 1948 — 1958 годах.

## История Лиги

### Основание Антифашистской лиги народной свободы
Антифашистская лига народной свободы возникла в условиях японской оккупации Бирмы в период Второй мировой войны как союз различных националистических партий и организаций, выступавших за достижение независимости страны.
Предшественником Антифашистской лиги народной свободы стал созданный ещё в октябре 1939 года Блок свободы Бирмы в который вошли «Добама Асиайон», партия «Синьета», ряд буддистских монашеских организаций и члены распавшегося «Союза пяти цветков». Президентом этого блока стал бывший премьер-министр колониального правительства Ба Мо, перешедший на антибританские позиции, а генеральным секретарем — лидер освободительного движения Аун Сан. Блок развернул кампанию по достижению независимости, однако введение в мае 1940 года Великобританией «Закона об обороне Бирмы», переводившего колонию на военное положение, дало властям право жёстко пресечь деятельность блока. Колониальные власти арестовали Ба Мо, руководителей «Добамы Асиайон» и всех левых бирманских организаций, после чего Блок свободы Бирмы распался.
В мае 1942 года страна была оккупирована Японией и сторонники независимости Бирмы оказались по разные стороны фронта: лидеры «Добама Асиайон» (Ба Мо и Аун Сан), а также большая часть коммунистов пошли на сотрудничество с оккупационными властями, в то время как часть такинов и коммунистов (Такин Ну, Такин Со и др), а также лидеры каренов использовали британскую поддержку и развернули антияпонское партизанское движение.
Только в 1944 году, когда положение Японии серьёзно ухудшилось, две ветви освободительного движения начали тайные переговоры о совместных действиях против оккупационных властей. В августе 1944 года на встрече Аун Сана, лидера коммунистов Такина Со и У Ну в Пегу было провозглашено создание Антифашистской лиги народной свободы (АЛНС) и принят манифест о борьбе с Японией. Председателем АЛНС был избран министр обороны прояпонского правительства генерал Аун Сан, генеральным секретарем — один из лидеров коммунистов Такин Тан Тун . Основу Лиги составили Народная революционная партия (с 1945 года — Социалистическая партия Бирмы), Коммунистическая партия Бирмы и Национальная армия Бирмы. Высший совет и Военный совет АЛНС стали фактически ещё одним правительством страны, наряду с прояпонским кабинетом Ба Мо и пробританским правительством в Симле.

### Во главе борьбы за независимость
После 17 марта 1945 года, когда бирманская армия Аун Сана была отправлена японским командованием на фронт, главные руководители Антифашистской лиги народной свободы ушли в подполье. Через десять дней, 27 марта, началось всеобщее антияпонское восстание, возглавленное генералом Аун Саном. 1 мая 1945 года части Национальной армии Бирмы под командованием Не Вина вступили в Рангун, а 3 мая в город вошли английские войска. Однако вернувшийся в Бирму британский губернатор Реджинальд Дорман-Смит отказался признать АЛНС ведущей политической силой страны. Он предпочёл рассматривать её формально как одну из многочисленных бирманских партий, не учитывая её реальной роли. Однако АЛНС уже доминировала на политическом пространстве колонии, а её лидеры не желали идти на компромиссы.
В августе 1945 года собрались сессия Высшего совета АЛНС, которая приняла резолюцию, выражавшую благодарность союзникам за освобождение Бирмы и требовавшую созыва Учредительного собрания. До его созыва Высший совет Лиги предполагал создание временного правительства страны. При этом Лига согласилась на роспуск и разоружение Патриотических бирманских сил, которые включались в колониальную армию. Одновременно преданные АЛНС бирманские офицеры организовали тайники с оружием и сформировали полувоенную Народную добровольческую организация (НДО), официально включённую в состав Лиги.

### Кризис 1946 года
На I конгрессе АЛНС в январе 1946 года большинство делегатов представляли Коммунистическую партию Бирмы, обладавшую безраздельным влиянием в сельских районах страны, и резолюции съезда предполагали не только скорейшее достижение независимости, но и радикальные социальные преобразования, включавшие аграрную реформу и национализацию британской собственности. Эти решения, а также нежелание Великобритании немедленно уйти из Бирмы, вызвали серьёзные разногласия в АЛНС. Правые либо покинули Лигу и пошли на сотрудничество с колониальными властями, либо встали в оппозицию левому руководству АЛНС, часть коммунистов во главе с Такином Со требовала немедленных революционных действий и осудила Лигу как буржуазную организацию. Но этот удар по АЛНС нанёс больше ущерба Коммунистической партии Бирмы, которая вступила в эпоху раскола: после февральского пленума ЦК КПБ 1946 года Коммунистической партии Бирмы (красного флага) Такина Со противостояла традиционной Коммунистической партии Бирмы (белого флага). Позиции коммунистов, ранее доминировавших в Лиге, сильно пошатнулись. Летом на сессии Высшего совета Лиги Аун Сан открыто заявил о возможности перехода к нелегальной борьбе за независимость и Высший совет АЛНС принял решение о том, что члены Лиги отныне не должны выступать от имени отдельных партий. В итоге лидер КПБ Такин Тан Тун ушёл с поста генерального секретаря АЛНС и руководство Лигой стало переходить в руки социалистов.

### Независимость Бирмы
7 апреля 1947 года прошли выборы в Учредительное собрание Бирмы, на которых абсолютное большинство голосов получила Антифашистская лига народной свободы. Этим был решён вопрос о независимости страны. Уже в мае конференция АЛНС обсудила вопросы будущего государственного устройства и экономического развития Бирмы. Предстоящий уход англичан ослабил теперь уже правое крыло Лиги: один из ведущих его лидеров У Тин Тут уехал в Англию, а другой — У Ба Пе — был уличен в злоупотреблениях. Летом 1947 года Аун Сан и коммунисты начали переговоры о восстановлении единства, что привело бы к заметному восстановлению позиций КПБ в руководстве Лиги, но 19 июля 1947 года Аун Сан и члены правительства были расстреляны прямо в зале заседаний военными в форме солдат 12-й армии. В организации убийства обвинили У Со, новым лидером АЛНС и председателем правительства стал умеренный деятель У Ну, не входящий ни в одну из политических партий. В конце года были прерваны переговоры о единстве с коммунистами, которые теперь критиковали руководство Лиги за уступки Британии. 1 января 1948 года депутаты КПБ голосовали в Учредительном собрании против договора о независимости, но для его утверждения было достаточно голосов АЛНС. Утром 4 января 1948 года Бирма стала независимой.

### Социализм против коммунизма. Десять лет у власти
В начале 1948 года правительство АЛНС опубликовало двухлетний план экономического и социального развития страны. Он предполагал создание планируемой «социалистической экономики», аграрную реформу и превращение Бирмы в крупнейшего экспортёра риса, создание государственного сектора и рост зарплат работников промышленной сферы. Однако противоречия между социалистическим руководством Лиги и обладавшими влиянием в деревнях коммунистами уже в марте 1948 года привели к началу гражданской войны. В июне АЛНС выступила с проектом создания «Марксистской лиги» с участием коммунистов, но КПБ отвергла это предложение, что вызвало раскол в Народной добровольческой организации, часть которой вышла из состава Лиги. В итоге на заседании Высшего совета Лиги 1 — 5 июля 1948 года власть в её руководстве полностью перешла в руки правых социалистов. Вскоре премьер-министр У Ну провёл через парламент законы о возрождении буддистской религии и заявил в своей речи, что «Будда мудрее Маркса». Однако, идея «возвращения к истокам» не встретила всеобщей поддержки: многие деятели видели в ней отход от секуляристских идей Аун Сана. Но основную критику вызывали огромные для бедной воюющей страны расходы на закупку буддистских реликвий за рубежом, на создание буддистского университета и организации «Бирма-сасана», получившей право проведения религиозных уроков в школах.
К 1952 году правительству АЛНС удалось восстановить контроль над большей частью территории страны и провести парламентские выборы, на которых Лига получила 60 % голосов и 85 % мест в парламенте. В своей предвыборной программе она провозглашала «создание социалистического государства мирными методами» и нейтралитет в Холодной войне. Лидер социалистов У Ба Све стал заместителем премьер-министра У Ну, а главный идеолог Социалистической партии У Чжо Нейн был избран генеральным секретарём АЛНС: отныне У Ну, У Ба Све и У Чжо Нейн сосредоточили в своих руках руководство Лигой и стали определять всю политику Бирмы. Ими был опубликован восьмилетний план развития страны, известный как план «Пидота» («Земля изобилия»). Он предусматривал развитие экономики, реализацию аграрной реформы, рост доходов населения, улучшение инфраструктуры. Широкие социальные мероприятия плана «Пидота» должны были выбить почву из под ног коммунистов, продолжавших пользоваться влиянием в сельских районах. Капиталовложения в провинцию возросли, между деревнями было организовано соревнование по благоустройству. Уже к 1954 году было построено около 2 000 местных дорог и мостов, 1 700 колодцев, 1 500 водохранилищ, более 3 300 деревенских школ и 400 читален. Однако в 1955 году правительство АЛНС под давлением экономических трудностей отказалось от дальнейшей реализации плана «Земля изобилия» и разработало четырёхлетний план на 1956/57-1959/60 года, сильно сократив объёмы предполагаемых капиталовложений в экономику.
Монополизация АЛНС политической жизни Бирмы, срастание Лиги с государством и сосредоточение власти в правящей организации в руках узкой группы лидеров, превратили её в инструмент политики этой группы, одновременно руководившей государством. За короткое время одной из главных проблем страны стала коррупция. Советские исследователи И. В. Можейко и А. Н. Узянов констатировали:
За несколько лет, прошедших со дня достижения независимости, в Бирме образовалась категория профессиональных политиков, живущих на доходы от политической деятельности. Почти все они входили в Лигу, составляя её центральные и местные органы, заполняя государственный аппарат и парламент.
Несмотря на сравнительно скромное жалованье, которое получали парламентарии и представители лиги на местах, за годы господства АЛНС они настолько вросли в свои кресла, что не представляли иной жизни. В бирманских условиях это способствовало коррупции, ибо все, начиная от помещиков и торговцев, желавших приобрести привилегии или лицензии, и кончая представителями крупных иностранных корпорации, желали заручиться поддержкой того или иного министра, чиновника или члена парламента.

Паллиативные меры, принимавшиеся правительством, не могли спасти положения: должности, лицензии, подряды, распределение иностранных займов — всё это продавалось и покупалось.
Политический и моральный авторитет Антифашистской лиги народной свободы быстро падал, и остановить это падение не могли ни завершение в 1955 году активной фазы гражданской войны, ни определённые успехи в экономике и в социальной сфере.
В феврале 1955 года на муниципальных выборах в Рангуне АЛНС была вынуждена использовать уже весь административный ресурс, чтобы не лишиться большинства в муниципальном совете столицы. Рангун покрылся транспарантами, красными знамёнами и портретами Аун Сана, активисты Лиги обрабатывали едва ли не каждого избирателя и контролировали все избирательные участки. Лига получила абсолютное большинство голосов, но затем всё же попыталась извлечь урок из сложившейся ситуации: в мае 1955 года была проведена конференция Антифашистской лиги народной свободы, посвящённая борьбе с коррупцией, была назначена комиссия по чистке её рядов. Руководство Лиги посчитало эти меры достаточными для восстановления престижа организации и было уверено, что АЛНС не имеет серьёзных конкурентов на политической арене. Теперь, в преддверии парламентских выборов 1956 года, начинался делёж выгодных мест между ведущими политиками. Усилилось и межпартийное соперничество между фактически правящей Социалистической партией и возглавляемой социалистом Такин Тином Всебирманской крестьянской организацией, намеревавшейся получить большинство голосов сельского населения и занять ведущие позиции в АЛНС.
Но парламентские выборы 27 апреля 1956 года стали не только весьма спорным, но и последним триумфом Лиги. Мобилизация избирательной машины АЛНС, огромные средства, брошенные на безудержную пропаганду, контроль над местными органами власти и давление на избирателей дали ожидаемые результаты только в столице. В масштабе страны оппозиционным блокам — левому Национальному объединённому фронту (НОФ) и правому Бирманскому национальному блоку (БНБ) — удалось серьёзно потеснить правящую организацию. Представительство АЛНС в парламенте сократилось до 145 мест (из 240), а разрыв по количеству голосов между ней и левыми оказался не так уж велик (1 743 816 голосов за АЛНС против 1 139 286 голосов за НОФ).

### Раскол
Падение авторитета Антифашистской лиги народной свободы вылилось в поиски виновных и, как следствие, в раскол бирманской элиты. На закрытых заседаниях Высшего совета АЛНС социалисты прямо обвиняли У Ну в провале. Конфликт оказался настолько глубок, что тот, оставшись президентом АЛНС, без особого сопротивления отдал пост главы правительства социалисту У Ба Све. Но и переход власти к БСП не устранил противоречий: идеолог социалистов У Чжо Нейн развернул кампанию критики У Ну, что оттолкнуло от руководства партии группировку Такин Тина, контролировавшую Всебирманскую крестьянскую организацию. Сторонники Такин Тина, прозванные «необразованными», выступали против индустриализации Бирмы, с пониманием относились к политике У Ну и быстро нашли с ним общий язык. Политическая ситуация стала ещё более запутанной, взаимные обвинения политиков переросли в кровавые столкновения между «необразованными» социалистами Такин Тина и «образованными» социалистами У Чжо Нейна. В 1957 году лидерам Лиги было уже не до борьбы с оппозицией — они сошлись между собой в последней схватке за власть. У Ну при поддержке Такин Тина удалось вернуться на пост премьер-министра, а открывшийся 29 января 1958 года III съезд АЛНС не только переизбрал его президентом организации, но и передал пост генерального секретаря Лиги «необразованному социалисту» Такин Чжо Дуну. Противостояние группировок У Ну — Такин Тина и У Ба Све — У Чжо Нейна вскоре вылилось в открытый конфликт и 27 апреля 1958 года эти четыре политика приняли решение о разделе Антифашистской лиги народной свободы на две самостоятельные организации. 5 мая прошло последнее совместное заседание Высшего совета АЛНС, после чего единые руководящие органы Лиги более не собирались. В июне 1958 года, не найдя путей к компромиссу, лидеры двух фракций взаимно исключили друг друга из АЛНС. Теперь в Бирме параллельно действовали две Антифашистских лиги народной свободы:
- Сторонники У Ну и Такин Тина, контролировавшие правительство и финансы Лиги (т. н. фракция «Ну Тин») образовали «Чистую Антифашистскую лигу народной свободы» (бирм. သန့်ရှင်းဖဆပလ; Thant shin hpa hsa pa la), название которой подчёркивало их отмежевание от коррумпированного прошлого АЛНС;
- Сторонники У Ба Све и У Чжо Нейна, контролировавшие местные партийные организации и депутатов парламента от АЛНС (т. н. фракция «Све Нейн» — бирм. ဆွေငြိမ်အဖွဲ့), настаивали на том, что именно они представляют прежнюю Лигу, и называли свою партию Стабильной Антифашистской лигой народной свободы (бирм. တည်မြဲဖဆပလ, Ti myè hpa hsa pa la)[34][6].

Дальнейшая судьба этих двух самостоятельных организаций, вскоре преобразованных в политические партии, была различной. Уже осенью 1958 года обе они были вынуждены временно уйти с политической сцены, передав власть военному правительству генерала Не Вина. Парламентские выборы 6 и 29 февраля 1960 года принесли победу «Чистой Лиге», преобразованной к тому моменту в Союзную партию. В новом парламенте она имела 160 мест, в то время как «Стабильная Лига», поддерживавшая военное правительство, всего 44 места. У Ну вернулся в кресло премьер-министра, однако его правление было недолгим.
В результате переворота 2 марта 1962 года власть в стране перешла к Революционному совету во главе с генералом Не Вином и с традиционным парламентаризмом в стране было покончено. И Союзная партия и «Стабильная Лига» формально поддержали переворот, но это не спасло их от роспуска: в соответствии с законом «О защите национальной солидарности» 28 марта 1964 года обе партии прекратили своё существование, а У Ба Све и У Чжо Нейн оказались в тюрьме.

## Идеология
Антифашистская лига народной свободы как объединение различных политических партий, общественных организаций и профсоюзов не являлась идеологически однородной организацией. В разные периоды её истории идеологические ориентиры менялись в зависимости от того, какая политическая сила доминировала в руководстве Лиги. Особенностью политической и идейной эволюции АЛНС было постоянное смещение вправо с позиций близких к марксизму при неизменном сохранении социалистических лозунгов.
I съезд АЛНС в январе 1946 года, на котором доминировали коммунисты, помимо лозунга достижения независимости, заявлял о решимости передать землю тем, кто её обрабатывает, аннулировать недоимки и отменить арендную плату за 1945—1946 годы, а также национализировать принадлежащие англичанам предприятия. На конференции АЛНС 20-23 мая 1947 года Аун Сан в своей речи повторил эти лозунги, дополнив их планами национализации основных средств производства, но признал за частным предпринимательством право на существование. Его речь стала одним из образцов революционной риторики этого периода. Аун Сан говорил:
Революция – это прямое участие масс в определении своей собственной судьбы с применением любых средств. Революция исторически неизбежна и необходима. Она не допускает никакого схематизма, отсутствия связи с данными историческими условиями и не может иметь слепого, негативного, стихийного разрушительного характера. Революция, следовательно, в высшей степени созидательна. Её основная цель – освобождение всех тружеников, её основа – участие масс, гарантия её успеха – сознательность (другими словами – степень, в которой трудящиеся массы организованы и тем самым сознают свою роль и силу… )
После ухода из Лиги Коммунистической партии Бирмы и убийства Аун Сана идеология этой организации определялась уже балансом сил между сторонниками У Ну и Социалистической партией. Она представляла собой некий странный, эклектичный симбиоз прогрессистских социал-демократических взглядов социалистов и традицоналистских буддистских воззрений У Ну. Критическая ситуация гражданской войны ненадолго качнула АЛНС влево и в июне 1948 года её руководителями была опубликована программа «Левого единства». Она предлагала развитие связей с СССР, национализацию иностранных монополий, национализацию земель и распределение их между крестьянами, преобразование АЛНС в «Марксистскую лигу». Однако позиция коммунистов не позволила осуществить этот план и на первое место вышли взгляды премьер-министра У Ну, открыто отрицавшего марксизм и взявшегося за возрождение буддистской религии как идейной основы бирманского общества . При этом и У Ну, и социалисты говорили о строительстве «социалистического государства», но каждый понимал это по своему. Если лидеры социалистов У Ба Све и У Чжо Нейн считали необходимой индустриализацию страны как средство подъёма благосостояния населения до европейского уровня, то У Ну и другие считали, что традиционное крестьянское общество стоит недалеко от реального социализма и не нуждается в серьёзной модернизации. Последним выражением идеологического компромисса между группировками стала программная речь У Ну на III съезде Лиги в 1958 году. Он вновь провозгласил конечной целью АЛНС построение социалистического государства и отказ от капитализма, признал ряд экономических положений марксизма, но в целом отверг его «как руководящую политическую философию». Экономические проблемы страны объяснялись нежеланием зарубежных фондов и корпораций инвестировать средства в индустриализацию Бирмы, основной социальной задачей провозглашалось развитие образования и здравоохранения. Это была последняя идейная уступка У Ну лидерам Соцпартии и их социал-демократическим взглядам: вскоре Антифашистская лига народной свободы раскололась и каждая из двух группировок пошла своим идеологическим путём.

## Структура АЛНС
Антифашистская лига народной свободы являлась союзом различных партий и организаций, объединённых едиными целями в период борьбы за независимость Бирмы. Членство в АЛНС было как индивидуальным, так и коллективным. В её состав входили:
- Социалистическая партия Бирмы (до 1945 года — Народно-революционная партия);
- Коммунистическая партия Бирмы (вышла из АЛНС в 1946 году);
- Народная добровольческая организация;
- Всебирманская крестьянская организация (АВРО);
- Женская лига народной свободы;
- Всебирманская молодёжная лига (с организациями на местах)[40].
- Конгресс профсоюзов Бирмы;

В АЛНС в разное время входили также буржуазные партии «Мьочит» и «Синьета», каренские, шанские и качинские национальные организации, а также организации буддистов и интеллигенции.
Структура руководящих органов Лиги за время её существования практически не менялась.
Съезд Антифашистской лиги народной свободы назначал Высший совет Лиги в составе 200 делегатов, представлявших городские и деревенские комитеты Лиги, а также городские районы. Высший совет избирал руководивший работой Лиги Исполнительный комитет АЛНС из 15 человек. В период борьбы за независимость функционировал так же Военный совет АЛНС. Во главе Лиги стоял Президент АЛНС, повседневной работой структур Лиги руководил Генеральный секретарь АЛНС.
Однако с 1947 по 1958 год съездов Лиги не проводилось, и состав руководящих органов оставался неизменным — все возникавшие вакансии в Исполкоме АЛНС замещались путём кооптации, без созыва Высшего совета. В этот период власть в организации находилась в руках 4 человек, занимавших ключевые государственные посты:
- У Ну — Президент Антифашистской лиги народной свободы и премьер-министр Бирмы;
- У Ба Све — Вице-президент Антифашистской лиги народной свободы, лидер Социалистической партии и председатель Конгресса профсоюзов Бирмы;
- У Чжо Нейн — Генеральный секретарь Антифашистской лиги народной свободы, заместитель премьер-министра, главный идеолог Социалистической партии;
- Такин Тин — президент Всебирманской крестьянской организации и заместитель премьер-министра.

Численность АЛНС в 1945 году составляла более 200 000 членов, в 1958 году Лига насчитывала 1 240 000 членов

## Съезды АЛНС
- I Всебирманская конференция АЛНС (21-27 января 1946 года)[13];
- Конференция АЛНС (20-23 мая 1947 года);
- II Всебирманская конференция АЛНС (декабрь 1947 года)[13];
- III Всебирманская конференция АЛНС (29 января — 2 февраля 1958 года)[42].

## Лидеры партии
Президенты АЛНС:
- Аун Сан (1946—1947)
- У Ну (1947—1958)[6]

Генеральные секретари АЛНС:
- Такин Тан Тун (1946)[6]
- У Ба Све (1947—1952)
- У Чжо Нейн (1952—1956)
- Такин Чжо Дун (январь-май 1958)